# Туника
Туника (лат. tunica) је код Римљана доња хаљина од вуне или лана налик на кошуљу. Била је шивена од два дела тканине, без рукава или само са кратким рукавима.
Потпасана је допирала до колена код мушкараца, док су жене носиле дужу ка туника. Служила је као кућно и радно одело, па се испод ње понекад носила друга туника (tunica interior).
Сенаторска је туника имала шири, а витешка ужи пурпурни (гримизни) поруб.
Преко тунике мушкарци су носили тогу, а жене палу.
Данас је туника феома ретка, а носе се начешће због верских обреда и слично. 
Туника абакост је назив са врсту одеће коју су носиле присталице режима Мобуту Сесе Секоа у Демократској Републици Конго.